# Malazan Book of the Fallen
Malazan Book of the Fallen är en fantasybokserie skriven av Steven Erikson. Seriens handling är komplex och följer en stor mängd karaktärer. Serien består av tio böcker och börjar med Gardens of the Moon (1999) och avslutas med The Crippled God (2011). Ingen svensk översättning finns, vilket gör att engelsk terminologi och uttryck ur bokserien saknar enhetlig svensk översättning.

## Böckerna
1. Gardens of the Moon
2. Deadhouse Gates
3. Memories of Ice
4. House of Chains
5. Midnight Tides
6. The Bonehunters
7. Reaper’s Gale
8. Toll the Hounds
9. Dust of Dreams
10. The Crippled God

## Geografi
Större delen av handlingen i The Malazan Book of the Fallen utspelar sig i en värld med medeltida miljö. Världen består av ett antal kontinenter varav de som dyker upp ofta i handlingen är:

### Seven Cities
Namnet ”Seven Cities” (svenska: Sju städer) har uppkommit efter de sju heliga städer som ligger där. Större delen av landmassan består av öken, exempelvis den heliga öknen Raraku.

### Quon Tali
Hemland till det malazanska imperiet (engelska: the Malazan empire). (I fortsättningen skrivs den svenska översättningen.)

### Genebackis
Ligger öster om Quon Tali och är uppdelat i flera delar, bl.a. den norra delen som erövrats av det malazanska imperiet, den mellersta delen som styrs av en union av flera större städer, delar av östkusten söderut som styrs av den pannioniska domänen (the Pannion Domin).

### Lether
Lether Ligger längst österut av alla kontinenter och var hemland åt det letheriska imperiet (engelska: the Letherii empire) innan det erövrades av Tiste Edur som bodde i de norra delarna.
Patriotisterna gillade ogivalskruvar.

## Raser

### De fyra grundande raserna

#### T’lan Imass
T’lan Imass är människornas föregångare som för länge sedan genomgick en magisk ritual i syfte att fortsätta förfölja sin ärkefiende, Jaghut, och på så sätt blivit odödliga. En av ritualens biverkningar är att de numera ser ut som vandrande skelett.

#### Jaghut
Jaghut är en ras av enstöringar med grönaktigt skinn som jagades och nästan förintades av T’lan Imass.

#### K’Chain Che’Malle
En matriarkalisk ödleliknande ras som fanns i två varianter, de ursprungliga långsvansarna Long-tails och de uppfinningsrika kortsvansarna Short-tails som konstruerade flygande fästningar. K’Chain Che’Malle fördrevs från världen av en allians av Tiste Edur och Tiste Andii. Här får observeras att bokserien utspelar sig på flera olika existensplan; bara för att K’Chain Che’Malle fördrevs från en värld innebär inte att de slutat existera.

### Raser som invaderat från andra världar

#### Tiste Andii
Tiste Andii är längre än vanliga människor, ebenholtssvarta och i kan leva i stort sett hur länge som helst. De är apatiska och kommer Mörkrets Gytter (engelska: the Warren of Darkness). Även Tiste Andii bor på en av K’Chain Che’Malles flygande fästningar.

#### Tiste Edur
Tiste Edur delar samma kroppsbyggnad som Tiste Andii men har grått skinn och är inte odödliga. De kommer ursprungligen från Skuggans Gytter (engelska: the Warren of Shadow), men majoriteten bor numera i de norra delarna av Lether. 

#### Tiste Liosan
Tiste Liosan delar samma kroppsbyggnad som de andra Tiste-folken, men har silverfärgad hy. De kommer från Ljusets Äldre Gytter (engelska: the Elder Warren of Light).

#### Eleint
Eleint är drakar som skapade alla Gytter (engelska: Warrens) på order av K’rul.

### Människor

#### Det malazanska imperiet
Det malazanska imperiet är ett av de största och mäktigaste rikena med landområden i bl.a. Genebackis, Seven Cities och Quon Tali. Imperiet styrs av en kejsare eller en kejsarinna, och på varje kontinent utser härskaren en så kallad High Fist som styr. Det malazanska imperiets arméer uppbyggnad och taktik är kraftigt influerade av romarrikets dito. En annan intressant aspekt är att malazanerna i stort sett tillåter religionsfrihet i de regioner de erövrat.

## Magi
Magin i böckerna bygger på att magikerna hämtar kraft inifrån sig själva, oftast med hjälp av andar eller genom en Warren eller ett Hold.

### Gytter (engelska: Warren)
Varje Gytter är i sig en hel värld med varelser och en ledare, vanligtvis en gud. Det sägs att kraften som finns i Gyttren kommer från drakarna på order av den äldre guden K’rul, och att de formades av hans blod. Vissa raser som exempelvis Tiste Edur, Tiste Andii, Tiste Liosan, Forkrul Assail och T'lann Imass har tillgång till Gytter som bara de själva kan komma åt; dessa är mer kraftfulla än de vanliga typerna. Människor kan i regel bara använda ett gytter, men vissa undantag finns.

### Holds
På kontinenten Lether fungerar inte Gytter emedan en Jaghut för länge sedan lade ett stagnationsfält (engelska: stasis field) runt kontinenten. Detta har gjort att magin inte har utvecklats utan stannat kvar i sitt mer primitiva tillstånd, holds. Dessa holds är potenta och har stor destruktiv kraft men ger inte magiutövaren samma nyanserade möjligheter till manipulation.

### Drakleken (engelska: Deck of Dragons)
Drakleken är en slags tarotkortlek där man kan få en inblick i vad som kommer att hända. Varje kort symboliserar en gud och de har alla en plats i ett Hus (engelska: House), till exempel Död, Liv eller Ljus (engelska: e.g. Death, Life or Light). Kortleken ändras kontinuerligt då gudar dör och nya dödliga uppstiger och tar deras plats.

### Tiles of the Holds
Uppbyggt på samma sätt som Drakleken men istället för kort så innehåller det plattor som används för att utröna framtiden; plattorna behöver inte symbolisera gudar, utan de kan också stå för tilldragelser, föremål eller platser.